# Otto Skrowny
Otto Skrowny (né le 21 août 1944 en Allemagne) est un joueur et entraîneur de football est-allemand.
Skrowny a en tout évolué près de 93 matchs au plus haut niveau en DDR-Oberliga, et est notamment connu pour avoir terminé meilleur buteur du championnat lors de la saison 1969/70 avec 12 buts.

## Biographie
Skrowny commence à jouer au football en club vers l'âge de 13 ans en 1957 au SC Rotation Leipzig, qui deviendra par la suite le SC Leipzig. Skrowny commence sa carrière en 1963, et s'impose rapidement dans l'effectif du club. Il a également évolué dans le club du Chemie Leipzig ainsi qu'au BSG Wismut Gera.